# Franziska Knabenreich
Franziska Knabenreich (* 18. Oktober 1980 in Halle (Saale)) ist eine deutsche Hundestylistin, Fernsehmoderatorin, Buchautorin und Bloggerin.

## Leben und Wirken
Franziska Knabenreich machte 2012 eine Ausbildung zur Hundefriseurin. Sie gründete die Marke feingemacht und eröffnete 2015 ihren gleichnamigen Hundesalon in Eltville am Rhein.
Für Magazine und Blogs schreibt sie über das Thema Hunde. Im Haustiermagazin „hundkatzemaus“ des Fernsehsenders VOX tritt sie regelmäßig als Moderatorin und Coach auf. In der Miniserie „einfach schön“ pflegen sie und Francisco de Assis Ferreira de Vasconcellos Hunde aus dem Tierheim. In „3 Engel für Tiere“ klärt Knabenreich über Eigenschaften und Bedürfnisse von Hunden auf und hilft Familien den Hund zu finden, der am besten zu ihrem Alltag und Lebensstil passen könnte.
2018 veröffentlichte Knabenreich im Selbstverlag ihr erstes Buch feingemacht – so fühlt sich der Hund wohl in seiner Haut, einen Ratgeber zum Thema Fellpflege für Hunde. 2019 gründete sie zusammen mit ihrem Mann „feingemacht & friends“, ein Franchise für Hundesalons.

## Fernsehsendungen
- seit 2015: TV-Hundefriseurin bei hundkatzemaus, VOX
- seit 2017:  Coach für 3 Engel für Tiere, VOX

## Veröffentlichungen
- feingemacht – so fühlt sich der Hund wohl in seiner Haut, (2018, Selbstverlag)